# روند فان درينثي كأس العالم للسيدات 2022
روند فان درينثي كأس العالم للسيدات 2022 (بالهولندية: Ronde van Drenthe 2022)‏ هو سباق دراجات هوائية من فئة سباق يوم واحد، وهو الموسم الخامس عشر من روند فان درينثي كأس العالم ‏، وأقيم في 12 مارس 2022 ضمن سباقات طواف العالم للدراجات للسيدات 2022، وشارك فيه 112 متسابقاً ووصل إلى نهايته 81 متسابقاً.
فاز بالمركز الأول لورينا ويبيس، وبالمركز الثاني إليسا بالسامو، وبالمركز الثالث لوت كوبيكي.

## الفرق
| فرق سيدات عالمية (11)- Liv AlUla Jayco ‏ - كانيون–إس آر إيه إم ريسينغ 2022 ‏ - FDJ–Suez ‏ - رالي سايكلنج 2022 ‏ - جامبو فيسما للسيدات 2022 ‏ - ليف ريسينغ 2022 ‏ - فريق سنويب للسيدات 2022 ‏ - إس دي وركس 2022 ‏ - Lidl–Trek (women's team) ‏ - يو أي أيه تيم 2022 ‏ - فريق أونو إكس برو للدراجات للسيدات 2022 ‏ فرق دراجات قارية سيدات (7)- Andy Schleck–CP NVST–Immo Losch ‏ - بيزكايا دورانجو 2022 ‏ - Ceratizit Pro Cycling ‏ - GT Krush Rebellease Pro Cycling ‏ - إن إكس تي جي ريسينغ 2022 ‏ - باركهوتل فالكنبورغ 2022 ‏ - فالكار ترافل سيرفس 2022 ‏ فريق وطني- فريق هولندا لركوب الدراجات للسيدات 2022 ‏ |  |
| |  |

## المشاركون
| فريق سنويب للسيدات ‏ DSM | فريق سنويب للسيدات ‏ DSM | فريق سنويب للسيدات ‏ DSM |
| ----------------------- | ----------------------- | ----------------------- |
| م                       | عداء                    | مرتبة                   |
| 1                       | لورينا ويبيس            | 1                       |
| 2                       | Megan Jastrab ‏          | 62                      |
| 3                       | ليا كيرشمان             | لم يكمل السباق          |
| 4                       | فرانشيسكا كوش ‏          | 53                      |
| 5                       | فلورتجي ماكايج          | 33                      |
| 6                       | فايفر جورجي (طريق)      | 15                      |

| كانيون–إس آر إيه إم ‏ CSR | كانيون–إس آر إيه إم ‏ CSR | كانيون–إس آر إيه إم ‏ CSR |
| ------------------------ | ------------------------ | ------------------------ |
| م                        | عداء                     | مرتبة                    |
| 11                       | Alice Barnes             | 6                        |
| 12                       | Shari Bossuyt ‏           | 41                       |
| 13                       | Elise Chabbey ‏           | 25                       |
| 14                       | إيلا هاريس               | 38                       |
| 15                       | ليزا كلاين               | 57                       |
| 16                       | سارة روي                 | 10                       |

| FDJ–Suez ‏ FSF | FDJ–Suez ‏ FSF      | FDJ–Suez ‏ FSF  |
| ------------- | ------------------ | -------------- |
| م             | عداء               | مرتبة          |
| 21            | Stine Borgli ‏      | 28             |
| 22            | Clara Copponi ‏     | 4              |
| 23            | أوجيني دوفال       | 60             |
| 24            | Maëlle Grossetête ‏ | لم يكمل السباق |
| 25            | Vittoria Guazzini ‏ | لم يكمل السباق |
| 26            | Marie Le Net ‏      | 35             |

| رالي سايكلنج ‏ HPW | رالي سايكلنج ‏ HPW   | رالي سايكلنج ‏ HPW |
| ----------------- | ------------------- | ----------------- |
| م                 | عداء                | مرتبة             |
| 31                | Nina Buijsman ‏      | 14                |
| 32                | ميكي كروجر          | لم يكمل السباق    |
| 33                | Henrietta Christie ‏ | لم يكمل السباق    |
| 34                | Barbara Malcotti ‏   | 61                |
| 35                | Kaia Schmid ‏        | 50                |
| 36                | ليلي وليامز         | 19                |

| ليف ريسينغ ‏ LIV | ليف ريسينغ ‏ LIV      | ليف ريسينغ ‏ LIV |
| --------------- | -------------------- | --------------- |
| م               | عداء                 | مرتبة           |
| 41              | Marta Jaskulska ‏     | 55              |
| 42              | Valerie Demey ‏       | 42              |
| 43              | أليسون جاكسون (طريق) | 16              |
| 44              | Jeanne Korevaar ‏     | 44              |
| 45              | Quinty Ton ‏          | لم يكمل السباق  |
| 46              | Amber van der Hulst ‏ | 77              |

| Liv AlUla Jayco ‏ BEX | Liv AlUla Jayco ‏ BEX | Liv AlUla Jayco ‏ BEX |
| -------------------- | -------------------- | -------------------- |
| م                    | عداء                 | مرتبة                |
| 61                   | جورجيا بيكر          | 36                   |
| 62                   | Teniel Campbell ‏     | 76                   |
| 63                   | جيسيكا ألين          | 59                   |
| 64                   | Arianna Fidanza ‏     | 26                   |
| 65                   | نينا كيسلر           | 8                    |
| 66                   | Ruby Roseman-Gannon ‏ | لم يكمل السباق       |

| جامبو فيسما للسيدات ‏ TJV | جامبو فيسما للسيدات ‏ TJV | جامبو فيسما للسيدات ‏ TJV |
| ------------------------ | ------------------------ | ------------------------ |
| م                        | عداء                     | مرتبة                    |
| 71                       | Teuntje Beekhuis ‏        | 51                       |
| 72                       | رومي كاسبر               | 24                       |
| 73                       | أنوسكا كوستر             | 18                       |
| 74                       | ريجان ماركوس             | 23                       |
| 75                       | Karlijn Swinkels ‏        | 37                       |
| 76                       | Jip van den Bos ‏         | 9                        |

| إس دي وركس ‏ SDW | إس دي وركس ‏ SDW       | إس دي وركس ‏ SDW |
| --------------- | --------------------- | --------------- |
| م               | عداء                  | مرتبة           |
| 81              | إيلينا سيتشيني        | 30              |
| 82              | روكسان فورنييه        | 45              |
| 83              | لوت كوبيكي (طريق)     | 3               |
| 84              | كريستين ماجروس (طريق) | 13              |
| 85              | مارلين رويسر (طريق)   | 27              |
| 86              | Lonneke Uneken ‏       | 79              |

| Lidl–Trek (women's team) ‏ TFS | Lidl–Trek (women's team) ‏ TFS | Lidl–Trek (women's team) ‏ TFS |
| ----------------------------- | ----------------------------- | ----------------------------- |
| م                             | عداء                          | مرتبة                         |
| 91                            | إليسا بالسامو (طريق)          | 2                             |
| 92                            | Audrey Cordon-Ragot           | 43                            |
| 93                            | Elynor Bäckstedt ‏             | لم يكمل السباق                |
| 94                            | Lauretta Hanson ‏              | لم يكمل السباق                |
| 95                            | كلو هوسكينغ                   | 11                            |
| 96                            | Ellen van Dijk (طريق)         | 17                            |

| يو أي أيه تيم ‏ UAD | يو أي أيه تيم ‏ UAD  | يو أي أيه تيم ‏ UAD |
| ------------------ | ------------------- | ------------------ |
| م                  | عداء                | مرتبة              |
| 101                | مارتا باستيانيلي    | 5                  |
| 102                | صوفيا بيرتيزولو     | 31                 |
| 103                | Maaike Boogaard ‏    | 78                 |
| 104                | يوجينة بوجاك (طريق) | 67                 |
| 105                | Maria Novolodskaya ‏ | 58                 |
| 106                | Laura Tomasi ‏       | 75                 |

| فريق أونو إكس برو للدراجات للسيدات ‏ UXT | فريق أونو إكس برو للدراجات للسيدات ‏ UXT | فريق أونو إكس برو للدراجات للسيدات ‏ UXT |
| --------------------------------------- | --------------------------------------- | --------------------------------------- |
| م                                       | عداء                                    | مرتبة                                   |
| 111                                     | Anniina Ahtosalo ‏                       | لم يكمل السباق                          |
| 112                                     | سوزان أندرسن                            | 20                                      |
| 113                                     | هانا بارنز                              | لم يكمل السباق                          |
| 114                                     | Julie Norman Leth ‏                      | لم يكمل السباق                          |
| 115                                     | Amalie Lutro ‏                           | 72                                      |

| Andy Schleck–CP NVST–Immo Losch ‏ ASC | Andy Schleck–CP NVST–Immo Losch ‏ ASC | Andy Schleck–CP NVST–Immo Losch ‏ ASC |
| ------------------------------------ | ------------------------------------ | ------------------------------------ |
| م                                    | عداء                                 | مرتبة                                |
| 121                                  | Michelle Andres ‏                     | لم يكمل السباق                       |
| 122                                  | Fabienne Buri ‏                       | لم يكمل السباق                       |
| 123                                  | Georgia Danford‏                      | لم يكمل السباق                       |
| 124                                  | Kerry Jonker ‏                        | لم يكمل السباق                       |
| 125                                  | Carolin Schiff ‏                      | 56                                   |
| 126                                  | Friederike Stern‏                     | لم يكمل السباق                       |

| بيزكايا دورانجو ‏ BDP | بيزكايا دورانجو ‏ BDP | بيزكايا دورانجو ‏ BDP |
| -------------------- | -------------------- | -------------------- |
| م                    | عداء                 | مرتبة                |
| 131                  | Daniela Campos ‏      | لم يكمل السباق       |
| 132                  | Eukene Larrarte ‏     | لم يكمل السباق       |
| 133                  | Sofia Rodríguez ‏     | لم يكمل السباق       |
| 134                  | Aileen Schweikart ‏   | لم يكمل السباق       |
| 135                  | Catalina Soto ‏       | لم يكمل السباق       |
| 136                  | Alba Teruel Ribes ‏   | لم يكمل السباق       |

| Ceratizit Pro Cycling ‏ WNT | Ceratizit Pro Cycling ‏ WNT    | Ceratizit Pro Cycling ‏ WNT |
| -------------------------- | ----------------------------- | -------------------------- |
| م                          | عداء                          | مرتبة                      |
| 141                        | ساندرا ألونسو                 | 66                         |
| 142                        | فرانزيسكا بروس                | 65                         |
| 143                        | ماريا جوليا كونفالونيري       | 21                         |
| 144                        | Martina Fidanza ‏              | 48                         |
| 145                        | Kathrin Schweinberger ‏ (طريق) | 73                         |
| 146                        | Lea Lin Teutenberg ‏           | 74                         |

| GT Krush Rebellease Pro Cycling ‏ BPC | GT Krush Rebellease Pro Cycling ‏ BPC | GT Krush Rebellease Pro Cycling ‏ BPC |
| ------------------------------------ | ------------------------------------ | ------------------------------------ |
| م                                    | عداء                                 | مرتبة                                |
| 151                                  | Clara Lundmark ‏                      | لم يكمل السباق                       |
| 152                                  | Marissa Baks ‏                        | 70                                   |
| 153                                  | Femke de Vries ‏                      | لم يكمل السباق                       |
| 154                                  | Anne Dijkstra ‏                       | 71                                   |
| 156                                  | Daniek Hengeveld ‏                    | لم يكمل السباق                       |

| إن إكس تي جي ريسينغ ‏ AGI | إن إكس تي جي ريسينغ ‏ AGI | إن إكس تي جي ريسينغ ‏ AGI |
| ------------------------ | ------------------------ | ------------------------ |
| م                        | عداء                     | مرتبة                    |
| 161                      | Julia Borgström ‏         | 22                       |
| 162                      | Mylène de Zoete ‏         | 49                       |
| 163                      | Eline Van Rooijen ‏       | 63                       |
| 164                      | Ilse Pluimers ‏           | 52                       |
| 165                      | Maud Rijnbeek ‏           | لم يكمل السباق           |
| 166                      | Senne Knaven ‏            | لم يكمل السباق           |

| باركهوتل فالكنبورغ ‏ PHV | باركهوتل فالكنبورغ ‏ PHV | باركهوتل فالكنبورغ ‏ PHV |
| ----------------------- | ----------------------- | ----------------------- |
| م                       | عداء                    | مرتبة                   |
| 171                     | Mischa Bredewold ‏       | 40                      |
| 172                     | ديمي دي جونغ ‏           | لم يكمل السباق          |
| 173                     | Femke Gerritse ‏         | 32                      |
| 174                     | كيرستي فان هافتن        | 68                      |
| 175                     | فيمكا ماركوس            | 39                      |
| 176                     | Lieke Nooijen ‏          | 47                      |

| فالكار سيلانس ‏ VAL | فالكار سيلانس ‏ VAL   | فالكار سيلانس ‏ VAL |
| ------------------ | -------------------- | ------------------ |
| م                  | عداء                 | مرتبة              |
| 181                | Anastasia Carbonari ‏ | 80                 |
| 182                | كيارا كونسوني        | 7                  |
| 183                | Eleonora Gasparrini ‏ | 34                 |
| 184                | Silvia Persico ‏      | 12                 |
| 185                | Ilaria Sanguineti ‏   | 81                 |
| 186                | Margaux Vigié ‏       | 64                 |

| فريق هولندا لركوب الدراجات للسيدات 2022 ‏ NED | فريق هولندا لركوب الدراجات للسيدات 2022 ‏ NED | فريق هولندا لركوب الدراجات للسيدات 2022 ‏ NED |
| -------------------------------------------- | -------------------------------------------- | -------------------------------------------- |
| م                                            | عداء                                         | مرتبة                                        |
| 191                                          | Loes Adegeest ‏                               | 29                                           |
| 192                                          | ثاليتا دي جونج                               | 54                                           |
| 193                                          | Nicole Steigenga ‏                            | 46                                           |
| 194                                          | Sylvie Swinkels ‏                             | لم يكمل السباق                               |
| 195                                          | Marjolein van 't Geloof ‏                     | لم يكمل السباق                               |
| 196                                          | Maike van der Duin ‏                          | 69                                           |

| فريق سنويب للسيدات ‏ DSM | فريق سنويب للسيدات ‏ DSM | فريق سنويب للسيدات ‏ DSM |
| ----------------------- | ----------------------- | ----------------------- |
| م                       | عداء                    | مرتبة                   |
| 1                       | لورينا ويبيس            | 1                       |
| 2                       | Megan Jastrab ‏          | 62                      |
| 3                       | ليا كيرشمان             | لم يكمل السباق          |
| 4                       | فرانشيسكا كوش ‏          | 53                      |
| 5                       | فلورتجي ماكايج          | 33                      |
| 6                       | فايفر جورجي (طريق)      | 15                      |

| كانيون–إس آر إيه إم ‏ CSR | كانيون–إس آر إيه إم ‏ CSR | كانيون–إس آر إيه إم ‏ CSR |
| ------------------------ | ------------------------ | ------------------------ |
| م                        | عداء                     | مرتبة                    |
| 11                       | Alice Barnes             | 6                        |
| 12                       | Shari Bossuyt ‏           | 41                       |
| 13                       | Elise Chabbey ‏           | 25                       |
| 14                       | إيلا هاريس               | 38                       |
| 15                       | ليزا كلاين               | 57                       |
| 16                       | سارة روي                 | 10                       |

| FDJ–Suez ‏ FSF | FDJ–Suez ‏ FSF      | FDJ–Suez ‏ FSF  |
| ------------- | ------------------ | -------------- |
| م             | عداء               | مرتبة          |
| 21            | Stine Borgli ‏      | 28             |
| 22            | Clara Copponi ‏     | 4              |
| 23            | أوجيني دوفال       | 60             |
| 24            | Maëlle Grossetête ‏ | لم يكمل السباق |
| 25            | Vittoria Guazzini ‏ | لم يكمل السباق |
| 26            | Marie Le Net ‏      | 35             |

| رالي سايكلنج ‏ HPW | رالي سايكلنج ‏ HPW   | رالي سايكلنج ‏ HPW |
| ----------------- | ------------------- | ----------------- |
| م                 | عداء                | مرتبة             |
| 31                | Nina Buijsman ‏      | 14                |
| 32                | ميكي كروجر          | لم يكمل السباق    |
| 33                | Henrietta Christie ‏ | لم يكمل السباق    |
| 34                | Barbara Malcotti ‏   | 61                |
| 35                | Kaia Schmid ‏        | 50                |
| 36                | ليلي وليامز         | 19                |

| ليف ريسينغ ‏ LIV | ليف ريسينغ ‏ LIV      | ليف ريسينغ ‏ LIV |
| --------------- | -------------------- | --------------- |
| م               | عداء                 | مرتبة           |
| 41              | Marta Jaskulska ‏     | 55              |
| 42              | Valerie Demey ‏       | 42              |
| 43              | أليسون جاكسون (طريق) | 16              |
| 44              | Jeanne Korevaar ‏     | 44              |
| 45              | Quinty Ton ‏          | لم يكمل السباق  |
| 46              | Amber van der Hulst ‏ | 77              |

| Liv AlUla Jayco ‏ BEX | Liv AlUla Jayco ‏ BEX | Liv AlUla Jayco ‏ BEX |
| -------------------- | -------------------- | -------------------- |
| م                    | عداء                 | مرتبة                |
| 61                   | جورجيا بيكر          | 36                   |
| 62                   | Teniel Campbell ‏     | 76                   |
| 63                   | جيسيكا ألين          | 59                   |
| 64                   | Arianna Fidanza ‏     | 26                   |
| 65                   | نينا كيسلر           | 8                    |
| 66                   | Ruby Roseman-Gannon ‏ | لم يكمل السباق       |

| جامبو فيسما للسيدات ‏ TJV | جامبو فيسما للسيدات ‏ TJV | جامبو فيسما للسيدات ‏ TJV |
| ------------------------ | ------------------------ | ------------------------ |
| م                        | عداء                     | مرتبة                    |
| 71                       | Teuntje Beekhuis ‏        | 51                       |
| 72                       | رومي كاسبر               | 24                       |
| 73                       | أنوسكا كوستر             | 18                       |
| 74                       | ريجان ماركوس             | 23                       |
| 75                       | Karlijn Swinkels ‏        | 37                       |
| 76                       | Jip van den Bos ‏         | 9                        |

| إس دي وركس ‏ SDW | إس دي وركس ‏ SDW       | إس دي وركس ‏ SDW |
| --------------- | --------------------- | --------------- |
| م               | عداء                  | مرتبة           |
| 81              | إيلينا سيتشيني        | 30              |
| 82              | روكسان فورنييه        | 45              |
| 83              | لوت كوبيكي (طريق)     | 3               |
| 84              | كريستين ماجروس (طريق) | 13              |
| 85              | مارلين رويسر (طريق)   | 27              |
| 86              | Lonneke Uneken ‏       | 79              |

| Lidl–Trek (women's team) ‏ TFS | Lidl–Trek (women's team) ‏ TFS | Lidl–Trek (women's team) ‏ TFS |
| ----------------------------- | ----------------------------- | ----------------------------- |
| م                             | عداء                          | مرتبة                         |
| 91                            | إليسا بالسامو (طريق)          | 2                             |
| 92                            | Audrey Cordon-Ragot           | 43                            |
| 93                            | Elynor Bäckstedt ‏             | لم يكمل السباق                |
| 94                            | Lauretta Hanson ‏              | لم يكمل السباق                |
| 95                            | كلو هوسكينغ                   | 11                            |
| 96                            | Ellen van Dijk (طريق)         | 17                            |

| يو أي أيه تيم ‏ UAD | يو أي أيه تيم ‏ UAD  | يو أي أيه تيم ‏ UAD |
| ------------------ | ------------------- | ------------------ |
| م                  | عداء                | مرتبة              |
| 101                | مارتا باستيانيلي    | 5                  |
| 102                | صوفيا بيرتيزولو     | 31                 |
| 103                | Maaike Boogaard ‏    | 78                 |
| 104                | يوجينة بوجاك (طريق) | 67                 |
| 105                | Maria Novolodskaya ‏ | 58                 |
| 106                | Laura Tomasi ‏       | 75                 |

| فريق أونو إكس برو للدراجات للسيدات ‏ UXT | فريق أونو إكس برو للدراجات للسيدات ‏ UXT | فريق أونو إكس برو للدراجات للسيدات ‏ UXT |
| --------------------------------------- | --------------------------------------- | --------------------------------------- |
| م                                       | عداء                                    | مرتبة                                   |
| 111                                     | Anniina Ahtosalo ‏                       | لم يكمل السباق                          |
| 112                                     | سوزان أندرسن                            | 20                                      |
| 113                                     | هانا بارنز                              | لم يكمل السباق                          |
| 114                                     | Julie Norman Leth ‏                      | لم يكمل السباق                          |
| 115                                     | Amalie Lutro ‏                           | 72                                      |

| Andy Schleck–CP NVST–Immo Losch ‏ ASC | Andy Schleck–CP NVST–Immo Losch ‏ ASC | Andy Schleck–CP NVST–Immo Losch ‏ ASC |
| ------------------------------------ | ------------------------------------ | ------------------------------------ |
| م                                    | عداء                                 | مرتبة                                |
| 121                                  | Michelle Andres ‏                     | لم يكمل السباق                       |
| 122                                  | Fabienne Buri ‏                       | لم يكمل السباق                       |
| 123                                  | Georgia Danford‏                      | لم يكمل السباق                       |
| 124                                  | Kerry Jonker ‏                        | لم يكمل السباق                       |
| 125                                  | Carolin Schiff ‏                      | 56                                   |
| 126                                  | Friederike Stern‏                     | لم يكمل السباق                       |

| بيزكايا دورانجو ‏ BDP | بيزكايا دورانجو ‏ BDP | بيزكايا دورانجو ‏ BDP |
| -------------------- | -------------------- | -------------------- |
| م                    | عداء                 | مرتبة                |
| 131                  | Daniela Campos ‏      | لم يكمل السباق       |
| 132                  | Eukene Larrarte ‏     | لم يكمل السباق       |
| 133                  | Sofia Rodríguez ‏     | لم يكمل السباق       |
| 134                  | Aileen Schweikart ‏   | لم يكمل السباق       |
| 135                  | Catalina Soto ‏       | لم يكمل السباق       |
| 136                  | Alba Teruel Ribes ‏   | لم يكمل السباق       |

| Ceratizit Pro Cycling ‏ WNT | Ceratizit Pro Cycling ‏ WNT    | Ceratizit Pro Cycling ‏ WNT |
| -------------------------- | ----------------------------- | -------------------------- |
| م                          | عداء                          | مرتبة                      |
| 141                        | ساندرا ألونسو                 | 66                         |
| 142                        | فرانزيسكا بروس                | 65                         |
| 143                        | ماريا جوليا كونفالونيري       | 21                         |
| 144                        | Martina Fidanza ‏              | 48                         |
| 145                        | Kathrin Schweinberger ‏ (طريق) | 73                         |
| 146                        | Lea Lin Teutenberg ‏           | 74                         |

| GT Krush Rebellease Pro Cycling ‏ BPC | GT Krush Rebellease Pro Cycling ‏ BPC | GT Krush Rebellease Pro Cycling ‏ BPC |
| ------------------------------------ | ------------------------------------ | ------------------------------------ |
| م                                    | عداء                                 | مرتبة                                |
| 151                                  | Clara Lundmark ‏                      | لم يكمل السباق                       |
| 152                                  | Marissa Baks ‏                        | 70                                   |
| 153                                  | Femke de Vries ‏                      | لم يكمل السباق                       |
| 154                                  | Anne Dijkstra ‏                       | 71                                   |
| 156                                  | Daniek Hengeveld ‏                    | لم يكمل السباق                       |

| إن إكس تي جي ريسينغ ‏ AGI | إن إكس تي جي ريسينغ ‏ AGI | إن إكس تي جي ريسينغ ‏ AGI |
| ------------------------ | ------------------------ | ------------------------ |
| م                        | عداء                     | مرتبة                    |
| 161                      | Julia Borgström ‏         | 22                       |
| 162                      | Mylène de Zoete ‏         | 49                       |
| 163                      | Eline Van Rooijen ‏       | 63                       |
| 164                      | Ilse Pluimers ‏           | 52                       |
| 165                      | Maud Rijnbeek ‏           | لم يكمل السباق           |
| 166                      | Senne Knaven ‏            | لم يكمل السباق           |

| باركهوتل فالكنبورغ ‏ PHV | باركهوتل فالكنبورغ ‏ PHV | باركهوتل فالكنبورغ ‏ PHV |
| ----------------------- | ----------------------- | ----------------------- |
| م                       | عداء                    | مرتبة                   |
| 171                     | Mischa Bredewold ‏       | 40                      |
| 172                     | ديمي دي جونغ ‏           | لم يكمل السباق          |
| 173                     | Femke Gerritse ‏         | 32                      |
| 174                     | كيرستي فان هافتن        | 68                      |
| 175                     | فيمكا ماركوس            | 39                      |
| 176                     | Lieke Nooijen ‏          | 47                      |

| فالكار سيلانس ‏ VAL | فالكار سيلانس ‏ VAL   | فالكار سيلانس ‏ VAL |
| ------------------ | -------------------- | ------------------ |
| م                  | عداء                 | مرتبة              |
| 181                | Anastasia Carbonari ‏ | 80                 |
| 182                | كيارا كونسوني        | 7                  |
| 183                | Eleonora Gasparrini ‏ | 34                 |
| 184                | Silvia Persico ‏      | 12                 |
| 185                | Ilaria Sanguineti ‏   | 81                 |
| 186                | Margaux Vigié ‏       | 64                 |

| فريق هولندا لركوب الدراجات للسيدات 2022 ‏ NED | فريق هولندا لركوب الدراجات للسيدات 2022 ‏ NED | فريق هولندا لركوب الدراجات للسيدات 2022 ‏ NED |
| -------------------------------------------- | -------------------------------------------- | -------------------------------------------- |
| م                                            | عداء                                         | مرتبة                                        |
| 191                                          | Loes Adegeest ‏                               | 29                                           |
| 192                                          | ثاليتا دي جونج                               | 54                                           |
| 193                                          | Nicole Steigenga ‏                            | 46                                           |
| 194                                          | Sylvie Swinkels ‏                             | لم يكمل السباق                               |
| 195                                          | Marjolein van 't Geloof ‏                     | لم يكمل السباق                               |
| 196                                          | Maike van der Duin ‏                          | 69                                           |

## التصنيف العام النهائي
| التصنيف العام                          | التصنيف العام    | التصنيف العام   | التصنيف العام             | التصنيف العام |
| العداء                                 | العداء           | البلد           | الفريق                    | الوقت         |
| -------------------------------------- | ---------------- | --------------- | ------------------------- | ------------- |
| 1                                      | لورينا ويبيس     | هولندا          | فريق سنويب للسيدات ‏       | 4 س 03 د 31 ث |
| 2                                      | إليسا بالسامو    | إيطاليا         | Lidl–Trek (women's team) ‏ | + 1 ث         |
| 3                                      | لوت كوبيكي       | بلجيكا          | إس دي وركس ‏               | + 1 ث         |
| 4                                      | Clara Copponi ‏   | فرنسا           | FDJ–Suez ‏                 | + 1 ث         |
| 5                                      | مارتا باستيانيلي | إيطاليا         | يو أي أيه تيم ‏            | + 1 ث         |
| 6                                      | أليس بارنز       | المملكة المتحدة | كانيون–إس آر إيه إم ‏      | + 1 ث         |
| 7                                      | كيارا كونسوني    | إيطاليا         | فالكار سيلانس ‏            | + 1 ث         |
| 8                                      | نينا كيسلر       | هولندا          | Liv AlUla Jayco ‏          | + 1 ث         |
| 9                                      | Jip van den Bos ‏ | هولندا          | جامبو فيسما للسيدات ‏      | + 1 ث         |
| 10                                     | سارة روي         | أستراليا        | كانيون–إس آر إيه إم ‏      | + 1 ث         |
| مصدر: ProCyclingStats Cycling Quotient |                  |                 |                           |               |

### تصنيف النقاط
| تصنيف النقاط                           | تصنيف النقاط         | تصنيف النقاط | تصنيف النقاط              | تصنيف النقاط |
| العداء                                 | العداء               | البلد        | الفريق                    | النقاط       |
| -------------------------------------- | -------------------- | ------------ | ------------------------- | ------------ |
| 1                                      | لوت كوبيكي           | بلجيكا       | إس دي وركس ‏               | 660 نقطة     |
| 2                                      | لورينا ويبيس         | هولندا       | فريق سنويب للسيدات ‏       | 400 نقطة     |
| 3                                      | أنيميك فان فليوتن    | هولندا       | موفيستار للسيدات ‏         | 320 نقطة     |
| 3                                      | إليسا بالسامو        | إيطاليا      | Lidl–Trek (women's team) ‏ | 320 نقطة     |
| 5                                      | آشلي مولمان          | جنوب أفريقيا | إس دي وركس ‏               | 260 نقطة     |
| 6                                      | Katarzyna Niewiadoma | بولندا       | كانيون–إس آر إيه إم ‏      | 220 نقطة     |
| 6                                      | Clara Copponi ‏       | فرنسا        | FDJ–Suez ‏                 | 220 نقطة     |
| 8                                      | مارتا باستيانيلي     | إيطاليا      | يو أي أيه تيم ‏            | 196 نقطة     |
| 9                                      | سيسيلي أوتوب لودفيغ  | الدنمارك     | FDJ–Suez ‏                 | 180 نقطة     |
| 10                                     | Elise Chabbey ‏       | سويسرا       | كانيون–إس آر إيه إم ‏      | 156 نقطة     |
| مصدر: ProCyclingStats Cycling Quotient |                      |              |                           |              |

## تصنيف الفرق

### الفرق حسب النقاط
| ترتيب الفرق حسب النقاط                 | ترتيب الفرق حسب النقاط              | ترتيب الفرق حسب النقاط   | ترتيب الفرق حسب النقاط |
| الفريق                                 | الفريق                              | البلد                    | النقاط                 |
| -------------------------------------- | ----------------------------------- | ------------------------ | ---------------------- |
| 1                                      | إس دي وركس 2022 ‏                    | هولندا                   | 1080 نقطة              |
| 2                                      | كانيون–إس آر إيه إم ريسينغ 2022 ‏    | ألمانيا                  | 632 نقطة               |
| 3                                      | Trek-Segafredo ‏                     | الولايات المتحدة         | 596 نقطة               |
| 4                                      | Team DSM                            | هولندا                   | 524 نقطة               |
| 5                                      | FDJ-Nouvelle Aquitaine-Futuroscope ‏ | فرنسا                    | 488 نقطة               |
| 6                                      | موفيستار للسيدات 2022 ‏              | إسبانيا                  | 328 نقطة               |
| 7                                      | جامبو فيسما للسيدات 2022 ‏           | هولندا                   | 320 نقطة               |
| 8                                      | يو أي أيه تيم 2022 ‏                 | الإمارات العربية المتحدة | 252 نقطة               |
| 9                                      | فالكار ترافل سيرفس 2022 ‏            | إيطاليا                  | 244 نقطة               |
| 10                                     | Team BikeExchange ‏                  | أستراليا                 | 164 نقطة               |
| مصدر: ProCyclingStats Cycling Quotient |                                     |                          |                        |

## تصانيف فرعية

### تصنيف أفضل شاب
| تصنيف أفضل شاب                         | تصنيف أفضل شاب      | تصنيف أفضل شاب  | تصنيف أفضل شاب            | تصنيف أفضل شاب |
| العداء                                 | العداء              | البلد           | الفريق                    | الوقت          |
| -------------------------------------- | ------------------- | --------------- | ------------------------- | -------------- |
| 1                                      | فايفر جورجي         | المملكة المتحدة | فريق سنويب للسيدات ‏       |                |
| 2                                      | شيرين فان أنروي     | هولندا          | Lidl–Trek (women's team) ‏ |                |
| 3                                      | Femke Gerritse ‏     | هولندا          | باركهوتل فالكنبورغ ‏       |                |
| 4                                      | Julia Borgström ‏    | السويد          | إن إكس تي جي ريسينغ ‏      |                |
| 5                                      | Niamh Fisher-Black ‏ | نيوزيلندا       | إس دي وركس ‏               |                |
| مصدر: ProCyclingStats Cycling Quotient |                     |                 |                           |                |

## وصلات خارجية
- الموقع الرسمي
- لمحة عن سباق روند فان درينثي كأس العالم للسيدات 2022 على موقع  ProCyclingStats   (برو  سايكلنج  ستاتس) - إحصاءات  محترفي  الدراجات.
- روند فان درينثي كأس العالم للسيدات 2022 على موقع إحصائيات الدراجات الإحترافية (الإنجليزية)